# W-Boson
Das W-Boson ist ein Eichboson und damit ein Elementarteilchen. Es vermittelt ebenso wie das mit ihm verwandte Z-Boson die schwache Wechselwirkung, eine der fundamentalen Grundkräfte der Physik. Während das Z-Boson elektrisch neutral ist, trägt das W-Boson eine elektrische Ladung; man unterscheidet W+ und W−, sie sind gegenseitig Antiteilchen. Das W-Boson ist verantwortlich für die geladenen Ströme der schwachen Wechselwirkung.
In der elektroschwachen Theorie treten rechnerisch zunächst vier masselose Eichbosonen auf {\displaystyle B^{0},W^{1},W^{2},W^{3}}. Nach einer spontanen Symmetriebrechung ergeben sich daraus letztlich drei massive Eichbosonen Z°, W⁺, W⁻ und das Photon γ.
Die Bezeichnung leitet sich von englisch weak („schwach“) ab. Bosonen sind Teilchen mit ganzzahligem Spin. Die W-Bosonen werden auch intermediäre Vektorbosonen genannt.

## Eigenschaften
Das W-Boson hat mit über 80 GeV/c2 fast das 86-fache der Protonenmasse, es ist also extrem schwer. Seine Zerfallsbreite beträgt 2,085 ± 0,042 GeV, was einer extrem kurzen Lebensdauer von 3e-25 s entspricht. Es zerfällt zu 32 % in Leptonen und zu 68 % in Hadronen. Im Gegensatz zum Photon und dem Z0-Boson ist es elektrisch geladen und hat, wie diese, den Spin 1. W-Bosonen sind immer linkshändig und können daher die schwache Wechselwirkung nur zwischen linkshändigen Teilchen vermitteln (maximale Paritätsverletzung). Aus diesem Grund kann man dem W-Boson keine Parität zuordnen.

## Vermittlung der Wechselwirkung

Feynman-Diagramm für den Betazerfall eines Neutrons in ein Proton, Elektron und Elektron-Antineutrino über ein W-Boson

W-Bosonen können die schwache Wechselwirkung sowohl zwischen Leptonen als auch zwischen Quarks vermitteln. Dabei wird jeweils die Art der wechselwirkenden Teilchen verändert (ihre elektrische Ladung und ihr schwacher Isospin).
Beispielsweise kann sich das Elektron (ein negativ geladenes Lepton) durch Emission eines W−-Bosons in das zugehörige, elektrisch neutrale Elektron-Neutrino umwandeln.
Bei den Quarks vermitteln die W-Bosonen die Umwandlung verschiedener Flavours ineinander. Ein solcher Prozess findet z. B. beim radioaktiven Betazerfall statt, bei dem in einem Neutron des Atomkerns ein Down-Quark (Ladung −1⁄3 e) in ein Up-Quark (Ladung +2⁄3 e) umgewandelt wird. Dadurch wird das Neutron zu einem Proton, und die Kernladungszahl nimmt um eins zu. Das bei diesem Prozess abgestrahlte W-Boson ist – in Übereinstimmung mit der Ladungserhaltung – einfach negativ geladen (−1 e), also ein W−-Boson.
Die schwache Wechselwirkung wird zwar auch vom elektrisch neutralen Z-Boson vermittelt, dabei kann sich aber die Teilchenart nicht ändern (keine flavour changing neutral currents (FCNC) im Standardmodell der Teilchenphysik).
Aufgrund der hohen Masse des W-Bosons ist die Reichweite der schwachen Wechselwirkung sehr gering (ca. 10−18 m, etwa ein Tausendstel Protondurchmesser). Prozesse wie der Betazerfall, deren Energien um mehrere Größenordnungen unter der Ruheenergie des W-Bosons liegen, können daher näherungsweise als Wechselwirkung von vier Teilchen in einem Punkt beschreiben werden (Fermi-Wechselwirkung).

## Erzeugung
W-Bosonen wurden 1967 im Rahmen der Theorie der elektroschwachen Wechselwirkung vorhergesagt. Als reelle Teilchen konnten sie aber erst erzeugt werden, als Teilchenbeschleuniger mit ausreichender Energie zur Verfügung standen.
Eine Möglichkeit der Erzeugung ist die Reaktion eines Quarks und eines Antiquarks gemäß
{\displaystyle {\begin{aligned}\mathrm {d} +{\overline {\mathrm {u} }}&\rightarrow \mathrm {W} ^{-}\\\mathrm {u} +{\overline {\mathrm {d} }}&\rightarrow \mathrm {W} ^{+}\,.\end{aligned}}}
Unerlässlich ist dabei, dass hier Strahlen frontal kollidieren, denn beim Aufprall auf ein ruhendes Target würde zu viel Energie ungenutzt bleiben.
Die o. g. W-Boson-Erzeugung lässt sich erreichen durch:
- die Reaktion von Protonen mit Protonen (pp). In diesem Fall stammt das Antiquark aus den virtuellen Antiquarks (Seequarks) innerhalb des Protons. Da Seequarks aber im Durchschnitt nur einen Impulsanteil von 4 % tragen, müssen hierfür Schwerpunktsenergien weit oberhalb der W-Masse erzeugt werden.
- die Reaktion von Protonen mit Antiprotonen (pp). Dabei findet die Reaktion zwischen Valenzquarks statt, und es ist nur eine ca. halb so große Energie erforderlich. Ein weiterer Vorteil von pp-Experimenten ist, dass man beide Teilchenstrahlen gegenläufig in ein und demselben Ring beschleunigen und speichern kann.

Mit pp-Kollisionen wurden am Super Proton Synchrotron (SPS) des CERN, das in diesem Modus SppS genannt wurde, im Januar 1983 erstmals reelle W-Bosonen erzeugt. Nachgewiesen wurden sie in den Detektoren UA1 und UA2.
Die Impulsanteile der reagierenden (Anti-)quarks in den (Anti-)protonen sind nicht bekannt. Dies führt zu Ungenauigkeiten in der Bestimmung der Masse des W-Bosons. Für Präzisionsmessungen ist die Erzeugung von W-Boson-Paaren gemäß
{\displaystyle \mathrm {e} ^{-}+\mathrm {e} ^{+}\rightarrow \mathrm {W} ^{-}+\mathrm {W} ^{+}}
besser geeignet. Die Erzeugung von Elektron- und Positronstrahlen der erforderlichen Energie gelang 1998 am Large Electron-Positron Collider (LEP) des CERN nach dem Ausbau zum LEP2.

## Wissenschaftliche Diskussion ab 2022
Im April 2022 veröffentlichte die CDF-Kollaboration eine Messung der Masse des W-Bosons von
(80 433,5 ± 9,4) MeV/c2. Die Grundlage für diese Messung waren Daten von 4 Millionen W-Bosonen-Kandidaten am Teilchenbeschleuniger Tevatron am Fermilab bei einer Schwerpunktsenergie von 1,96 TeV. Die neu bestimmte Masse steht nach Darstellung der Arbeitsgruppe im Widerspruch zu der Voraussage des Standardmodells auf der Basis der bisher besten bekannten Werte der Massen von Z-Boson, Higgs-Boson und Top-Quark, der Sommerfeldschen Feinstrukturkonstante und der Myonen-Lebensdauer, die einen Wert von (80 357 ± 8) MeV/c2 erwarten lässt. Der gemessene Wert der CDF-Kollaboration steht im Widerspruch zu den anderen Präzisionsmessungen der ATLAS, LHCb und D0 Kollaborationen. Die Kombination aller Messungen der W-Boson Masse außer der Messung von CDF ergibt einen Wert von (80 369,2 ± 13,3) MeV/c2, welcher mit einer Signifikanz von 3,6σ von der CDF Messung abweicht. Eine verbesserte Analyse am ATLAS-Experiment führt auf einen Messwert von 80 360 MeV/c2 mit einer Unsicherheit von 16 MeV, was ebenfalls im Widerspruch zur CDF Messung steht. Die CMS-Kollaboration berichtete 2024 einen Wert von 80 360,2 MeV/c2 mit einer Unsicherheit von 9,9 MeV, der das Standardmodell bestätigt.